# Памела Морси
Памела Морси (на английски: Pamela Morsi) е американска писателка, авторка на бестселъри в жанровете исторически и съвременен любовен роман.

## Биография и творчество
Морси е родена на 12 март 1951 г. в малко селище за добив на нефт в Оклахома, САЩ. Получава бакалавърска степен по литература от Университета на Оклахома и магистърска степен по библиотекознание от Университета на Мисури.
След дипломирането си работи като библиотекарка – в Обществената библиотека в Мускоги, Оклахома (1973 – 1975); в Библиотека „Елис“ в Кълъмбия, Мисури (1975 – 1976); в библиотеката на Медицинския колеж на Университета на Оклахома в Тълса (1976 – 1980); и в библиотеката на Болница „Ропър“ в Чарлстън, Южна Каролина (1985 – 1992).
Заедно с работата си започва да пише романи. Първият ѝ исторически любовен роман Heaven Sent е публикуван през 1990 г. Вторият ѝ роман Courting Miss Hattie от 1991 г. е удостоен с престижната награда „РИТА“.
През 1996 г. след дълго боледуване умира първият ѝ съпруг, с когото имат дъщеря. След 6 години се омъжва повторно.
В началото на новия век започва да пише съвременни любовни романи. Нейните книги са известни със своето остроумие, хумор, запомнящи се герои и домашен чар.
Памела Морси живее със семейството си в Сан Антонио, Тексас.

## Произведения

### Самостоятелни романи
- Heaven Sent (1990)
- Courting Miss Hattie (1991) – награда „РИТА“
- Garters (1992)
- Something Shady (1995) – награда „РИТА“
- The Love Charm (1996)
- No Ordinary Princess (1997)
- Sealed with a Kiss (1998)
- Sweetwood Bride (1999)
- Here Comes the Bride (2000)
- Doing Good (2002)
- Letting Go (2003)
- Suburban Renewal (2004)
- By Summer's End (2005)
- The Cotton Queen (2006)
- Bitsy's Bait & BBQ (2007)
- Last Dance at Jitterbug Lounge (2008)
- Red's Hot Honky-Tonk Bar (2009)
- The Social Climber of Davenport Heights (2010)
- The Bikini Car Wash (2010)
- The Bentleys Buy a Buick (2011)
- Love Overdue (2013)
- Mr. Right Goes Wrong (2014)
- Homespun Hearts (2016) – с Карълайн Фийф и Кирстен Озбърн

### Серия „Деад Дог, Оклахома“ (Dead Dog, Oklahoma)
1. Wild Oats (1993)
2. Runabout (1994)

### Серия „Маринг Стоун“ (Marrying Stone)
1. Marrying Stone (1994)
2. Simple Jess (1996)
3. The Lovesick Cure (2012)

### Новели
- Daffodils in Spring (2011)
- Making Hay (2015)

### Сборници
- Summer Magic (1993) – с Жан Колдуел, Ан Карбери и Карън Локууд
- Matters of the Heart (2001) – с Анет Броадрик и Ан Мейджър
- The Night We Met (2006) – с Колийн Колинс и Карън Кендъл
- More Than Words, Where Dreams Begin (2013) – с Кристина Скай и Шерил Удс